# Pavol Mareček
Pavol Mareček (* 19. prosince 1942) je bývalý slovenský fotbalový brankář.

## Fotbalová kariéra
V československé lize hrál za Slovnaft Bratislava a Slavii Praha. Nastoupil ve 12 ligových utkáních. Za dorosteneckou reprezentaci nastoupil v 6 utkáních, za juniorskou reprezentaci nastoupil v 7 utkáních.

## Ligová bilance
| Ročník                                   | Zápasy | Góly | Klub                |
| ---------------------------------------- | ------ | ---- | ------------------- |
| 1. československá fotbalová liga 1963/64 | 3      | 0    | Slovnaft Bratislava |
| 1. československá fotbalová liga 1967/68 | 9      | 0    | Slavia Praha        |
| CELKEM 1. liga                           | 12     | 0    |                     |